# Isabella d'Asburgo
Isabella d'Asburgo (Bruxelles, 18 luglio 1501 – Gand, 19 gennaio 1526) nota anche come Isabella, o Elisabetta, d'Austria, di Castiglia, infanta di Spagna, figlia di Filippo il Bello e di Giovanna di Castiglia divenne regina consorte di Danimarca e dell'Unione di Kalmar dopo il suo matrimonio con Cristiano II.

## Biografia

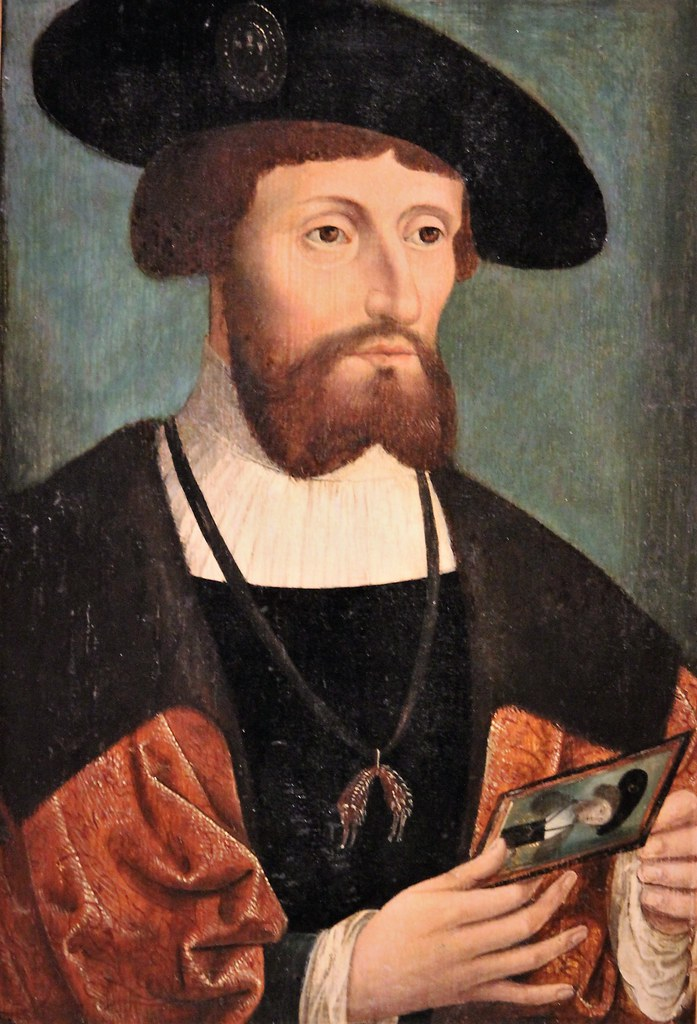
Cristiano II di Danimarca

Isabella era la seconda figlia di Filippo il Bello, e di sua moglie, Giovanna di Castiglia. 

### Matrimonio
La sua fortuna, i suoi diritti di successione e le sue connessioni la resero una preziosa pedina nel mercato del matrimonio reale. Il re di Danimarca aveva inizialmente intenzione di sposare la sorella maggiore Eleonora, ma gli Asburgo consideravano Eleonora troppo preziosa per il trono di Danimarca, pertanto, Isabella è stata scelta per il re danese.
Isabella sposò, appena tredicenne, Cristiano II di Danimarca per procura il 11 luglio 1514. Isabella assecondò le ambizioni politiche degli Asburgo verso i paesi nordici. Un anno dopo il matrimonio, l'arcivescovo di Nidaros fu inviato per accompagnarla a Copenaghen; in seguito il matrimonio fu ratificato il 12 agosto 1515.

### Regina
Incoronata regina di Danimarca con il nome di Elisabetta ebbe, all'inizio, un rapporto poco sereno con Cristiano sia per la diversità della lingua e degli usi sia per la continuazione della relazione, ora adulterina, del marito con la sua amante Dyveke Sigbritsdatter. Anche la madre di Dyveke, Sigbrit Willoms, fu influente a corte e Isabella ebbe meno influenza di entrambe. La tempestiva quanto opportuna morte di Dyveke, nel 1517, forse per un complotto istigato dall'imperatore Massimiliano I, nonno di Isabella, risolse ogni problema coniugale. L'avvelenamento sarebbe avvenuto con il coinvolgimento di un nobile, Torben Oxe, che, nonostante la sua colpevolezza non fosse stata provata, fu condannato a morte.

### Perdita della corona
Nel 1523 gli svedesi si ribellarono contro Cristiano II sotto la guida di Gustavo Vasa che si proclamò re e nel marzo dello stesso anno una sollevazione di nobili danesi pose sul trono di Danimarca suo zio, il duca Federico. Il 13 aprile, considerata perduta la propria causa e avendo capitolato, Cristiano II abbandonò, con la famiglia, la Danimarca per andare, con la nave El León, nei Paesi Bassi ospiti di Margherita d'Asburgo.

Prima della partenza il nuovo re di Danimarca Federico scrisse a Isabella, con la cui famiglia imperiale voleva rimanere in buoni rapporti, una lettera in tedesco, la lingua di Isabella, offrendole di restare in Danimarca sotto la sua protezione e con una ricca pensione. Isabella gli rispose, con una toccante lettera in latino, 
Ella dimostrò con la sua decisione la propria lealtà e fedeltà al marito.
Isabella non sarebbe più tornata in Danimarca: la sua salute, già precaria, peggiorò rapidamente. Morì il 19 gennaio 1526 a Zwijnaarde, nei pressi di Gand, all'età di soli venticinque anni.

## Discendenza
Isabella e Cristiano ebbero sei figli:
- Cristiano (1516 - 1516);
- Giovanni 21 settembre 1518 - 2 luglio 1531);
- Massimiliano (4 luglio 1519 - 1519);
- Filippo (4 luglio 1519 - 1520);
- Dorotea (10 novembre 1520 - 20 settembre 1580), sposò Federico II, elettore palatino;
- Cristina (novembre 1521 - 10 dicembre 1590), sposò, il 4 maggio 1534, Francesco II Sforza, duca di Milano, e dopo essere rimasta vedova, sposò, il 10 luglio 1541, Francesco I duca di Lorena.

## Ascendenza
|                         |                       |                          | Genitori                            |  |  | Nonni |  |  | Bisnonni     |  |  | Trisnonni |  |
|                         |                       |                          |                                     |  |  |       |  |  | Federico III |  |  | Ernesto I |  |
|                         |                       |                          |                                     |  |  |       |  |  | Federico III |  |  | Ernesto I |  |
|                         |                       | Cimburga di Masovia      |                                     |  |  |       |  |  | Federico III |  |  |           |  |
| Massimiliano I          |                       |                          |                                     |  |  |       |  |  | Federico III |  |  |           |  |
|                         |                       | Eleonora d'Aviz          | Edoardo del Portogallo              |  |  |       |  |  |              |  |  |           |  |
|                         |                       | Eleonora d'Aviz          | Edoardo del Portogallo              |  |  |       |  |  |              |  |  |           |  |
|                         |                       | Eleonora d'Aviz          | Eleonora d'Aragona                  |  |  |       |  |  |              |  |  |           |  |
| Filippo I               |                       | Eleonora d'Aviz          |                                     |  |  |       |  |  |              |  |  |           |  |
|                         |                       | Carlo I di Borgogna      | Filippo III di Borgogna             |  |  |       |  |  |              |  |  |           |  |
|                         |                       | Carlo I di Borgogna      | Filippo III di Borgogna             |  |  |       |  |  |              |  |  |           |  |
|                         |                       | Carlo I di Borgogna      | Isabella del Portogallo             |  |  |       |  |  |              |  |  |           |  |
| Maria di Borgogna       |                       | Carlo I di Borgogna      |                                     |  |  |       |  |  |              |  |  |           |  |
|                         |                       | Isabella di Borbone      | Carlo I di Borbone                  |  |  |       |  |  |              |  |  |           |  |
|                         |                       | Isabella di Borbone      | Carlo I di Borbone                  |  |  |       |  |  |              |  |  |           |  |
|                         |                       | Isabella di Borbone      | Agnese di Borgogna                  |  |  |       |  |  |              |  |  |           |  |
| Isabella d'Asburgo      |                       | Isabella di Borbone      |                                     |  |  |       |  |  |              |  |  |           |  |
|                         | Giovanni II d'Aragona | Ferdinando I d'Aragona   |                                     |  |  |       |  |  |              |  |  |           |  |
|                         | Giovanni II d'Aragona | Ferdinando I d'Aragona   |                                     |  |  |       |  |  |              |  |  |           |  |
|                         | Giovanni II d'Aragona | Eleonora d'Alburquerque  |                                     |  |  |       |  |  |              |  |  |           |  |
| Ferdinando II d'Aragona | Giovanni II d'Aragona |                          |                                     |  |  |       |  |  |              |  |  |           |  |
|                         |                       | Giovanna Enríquez        | Federico Enriquez                   |  |  |       |  |  |              |  |  |           |  |
|                         |                       | Giovanna Enríquez        | Federico Enriquez                   |  |  |       |  |  |              |  |  |           |  |
|                         |                       | Giovanna Enríquez        | Marina Fernández di Cordoba e Ayala |  |  |       |  |  |              |  |  |           |  |
| Giovanna di Castiglia   |                       | Giovanna Enríquez        |                                     |  |  |       |  |  |              |  |  |           |  |
|                         |                       | Giovanni II di Castiglia | Enrico II di Castiglia              |  |  |       |  |  |              |  |  |           |  |
|                         |                       | Giovanni II di Castiglia | Enrico II di Castiglia              |  |  |       |  |  |              |  |  |           |  |
|                         |                       | Giovanni II di Castiglia | Caterina di Lancàster               |  |  |       |  |  |              |  |  |           |  |
| Isabella di Castiglia   |                       | Giovanni II di Castiglia |                                     |  |  |       |  |  |              |  |  |           |  |
|                         |                       | Isabella del Portogallo  | Giovanni d'Aviz                     |  |  |       |  |  |              |  |  |           |  |
|                         |                       | Isabella del Portogallo  | Giovanni d'Aviz                     |  |  |       |  |  |              |  |  |           |  |
|                         |                       | Isabella del Portogallo  | Isabella di Braganza                |  |  |       |  |  |              |  |  |           |  |
|                         |                       | Isabella del Portogallo  |                                     |  |  |       |  |  |              |  |  |           |  |